# Alita: Battle Angel
Alita: Battle Angel és una pel·lícula estatunidenca d'acció cyberpunk del 2019, basada en el manga GUNNM del mangaka Yukito Kishiro, que s'estrenà el 14 de febrer del 2019 als cinemes. La pel·lícula fou produïda per James Cameron i Jon Landau i dirigida per Robert Rodriguez a partir d'un guió de Cameron, Rodriguez i Laeta Kalogridis. Fou l'última pel·lícula distribuïda per 20th Century Fox com estudi independent després de ser adquirit per The Walt Disney Company el 19 de març de 2019. La producció i l'estrena es retardaren repetidament a causa del treball de James Cameron a Avatar i les seves seqüeles. La pel·lícula és protagonitzada per Rosa Salazar en el paper principal d'Alita, i en els papers secundaris Christoph Waltz i Keean Johnson.